# Élections législatives jamaïcaines de 2020
Les élections législatives jamaïcaines de 2020 ont lieu le 3 septembre 2020 afin de renouveler les 63 membres de la Chambre des représentants de la Jamaïque.
Le scrutin est une large victoire pour le Parti travailliste (JLP) du Premier ministre sortant Andrew Holness. Le JLP enregistre une forte hausse tant en termes de suffrages que de sièges, malgré une baisse de la participation due au contexte de la pandémie de Covid-19 et de l'épidémie de dengue qui touchent alors le pays.

## Contexte

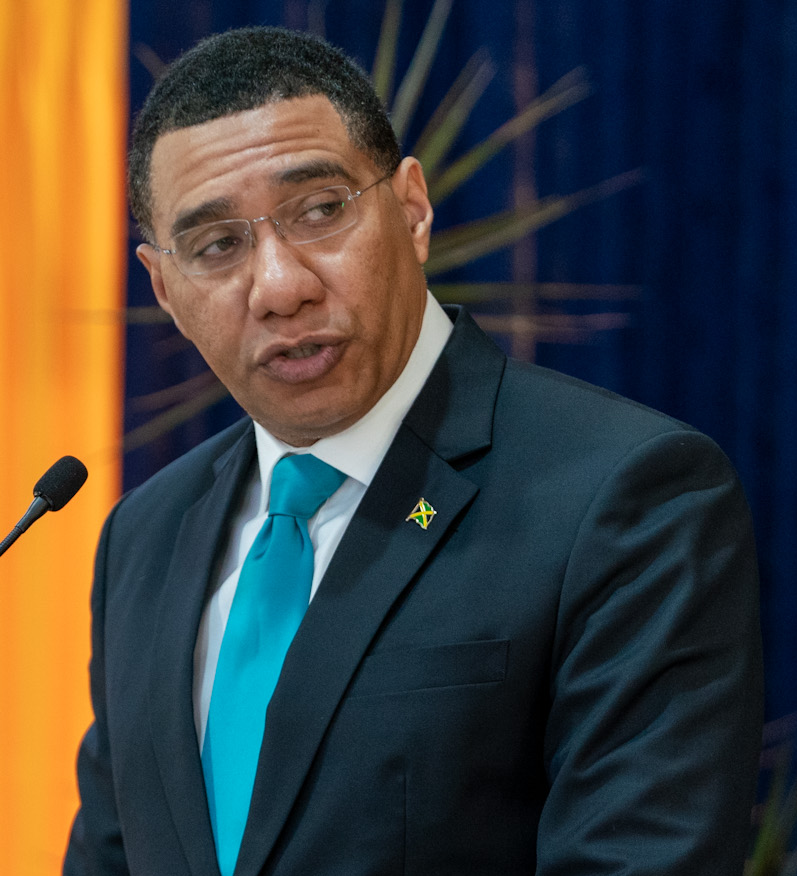
Andrew Hollness, le premier ministre du pays depuis 2016.

Les élections législatives de février 2016 donnent lieu à une alternance politique, le Parti national du peuple (PNP) perdant sa majorité au profit du Parti travailliste jamaïcain (JLP). Ce dernier remporte 32 des 63 sièges dans ce qui est qualifié « d'élection la plus serrée que la Jamaïque ait jamais connue ».
L'écart sur les votes exprimés entre les deux partis est le plus faible depuis l'indépendance en 1962, tandis que la majorité qui en a résulté à la Chambre des représentants est la plus faible depuis 1949. Andrew Holness remplace Portia Simpson-Miller au poste de Premier ministre.

## Mode de scrutin
La Chambre des représentants est la chambre basse du Parlement de Jamaïque. Elle est composée de 63 sièges pourvus pour cinq ans au scrutin uninominal majoritaire à un tour dans autant de circonscriptions uninominales.
La date d'organisation du scrutin n'est pas fixée précisément à l'avance. Les élections devaient ainsi avoir lieu au plus tard à une date à définir entre le 25 février et le 10 juin 2021. Le 11 août 2020 cependant, le Premier ministre décide de les fixer au 3 septembre de la même année.

## Campagne
Les dirigeants du Parti national du peuple annoncent en août 2020 leur intention d'organiser, s'ils accèdent au pouvoir, un référendum sur la fin de l'attribution du rôle de Chef d'État à la reine Élisabeth II, abolissant ainsi la monarchie sur l'île.

## Résultats
|                           |                                      |           |       |      |        |               |  |  |  |
| Parti                     | Parti                                | Voix      | %     | +/–  | Sièges | +/–           |  |  |  |
|                           | Parti travailliste de Jamaïque (JLP) | 408 376   | 57,07 | 6,99 | 49     | 17            |  |  |  |
|                           | Parti national du peuple (PNP)       | 305 950   | 42,79 | 6,95 | 14     | 17            |  |  |  |
|                           | Indépendants                         | 1 185     | 0,17  | 0,03 | 0      | en stagnation |  |  |  |
|                           |                                      |           |       |      |        |               |  |  |  |
| Suffrages exprimés        | Suffrages exprimés                   | 715 511   | 98,78 |      |        |               |  |  |  |
| Votes blancs et invalides | Votes blancs et invalides            | 8 806     | 1,22  |      |        |               |  |  |  |
| Total                     | Total                                | 724 317   | 100   | –    | 63     | en stagnation |  |  |  |
| Abstentions               | Abstentions                          | 1 189 093 | 62,15 |      |        |               |  |  |  |
| Inscrits / participation  | Inscrits / participation             | 1 913 410 | 37,85 |      |        |               |  |  |  |

## Analyses et conséquences

Parti arrivé en tête par circonscription.

Le taux de participation chute à 37 %, contre 48 % en 2016, une baisse largement attribuée à la pandémie de Covid-19. Les résultats initiaux donnent 48 sièges pour le JLP et 15 pour le PNPO, avant qu'un recomptage des voix ne donne la victoire au candidat du JLP dans la circonscription de Westmoreland Eastern. Les résultats voient la victoire écrasante du Parti travailliste, qui remporte la majorité absolue des suffrages et plus de deux tiers des sièges. Le dirigeant du Parti national du peuple, Peter Phillips, reconnait sa défaite le soir du scrutin avant d'appeler Andrew Holness pour le féliciter puis de démissionner le lendemain de la direction du parti,.
Andrew Holness prête à nouveau serment en tant que Premier ministre le 7 septembre suivant, devant un parterre restreint de 32 invités du fait des impératifs sanitaires